# Baluba acuta
Baluba acuta är en insektsart som beskrevs av Nielson 1979. Baluba acuta ingår i släktet Baluba och familjen dvärgstritar. Inga underarter finns listade i Catalogue of Life.